# Ostrach
Ostrach es un municipio alemán perteneciente al distrito de Sigmaringa en el estado federado de Baden-Wurtemberg. Tiene unos 7.000 habitantes y el territorio municipal comprende 10.909 ha. Está ubicado en el valle del río homónimo.

## Historia
La batalla de Ostrach que tuvo lugar el 20 y el 21 de marzo de 1799 fue la primera batalla de la guerra de la Segunda Coalición y resultó en la victoria de las fuerzas austríacas.